# Punch Club
Punch Club est un jeu vidéo de simulation développé par Lazy Bear Games et édité par TinyBuild Games, sorti en 2016 sur Windows, Mac OS, Linux, iOS, Android, puis en 2017 sur Nintendo 3DS, Xbox One et PlayStation 4.

## Système de jeu
Le but du jeu est de manager des combattants. 

## Développement
Le titre de travail du jeu était VHS Story. Le 23 février 2016, le jeu s'était déjà vendu à plus 250 000 unités pour un revenu d'environ 2 millions de dollars.